# Lycoriella latistyla
Lycoriella latistyla är en tvåvingeart som beskrevs av Freeman 1987. Lycoriella latistyla ingår i släktet Lycoriella och familjen sorgmyggor. Inga underarter finns listade i Catalogue of Life.